# American Dad! (sæson 6)
Den sjette sæson af den amerikanske tegnefilmserie American Dad! omfatter 18 episoder, der blev sendt første gang fra 27. september - 16. maj 2010 på tv-stationen FOX. Med afsnittet Don't Look a Smith Horse in the Mouth, der blev sendt 3. januar 2010, gik serien over til at sende i High Definition.

## Afsnit
| # | Total | Titel                                   | Instruktør                        | Forfatter                       | Første sendedag    | Produktions kode |
| --- | ----- | --------------------------------------- | --------------------------------- | ------------------------------- | ------------------ | ---------------- |
| 1 | 79    | "In Country...Club"                     | Albert Calleros & Josue Cervantes | Judah Miller & Murray Miller    | 27. september 2009 | 4AJN20           |
| 2 | 80    | "Moon Over Isla Island"                 | Rodney Clouden                    | Jonathan Fener                  | 4. oktober 2009    | 4AJN15           |
| CIA har opdaget store forekomster af olie i den lille østat Isla Islands farvande. Stan, der er en god menneskekender, sendes på shoppingtur med øens diktator, men skubber ham, ved et uheld, ned af en rulletrappe. I desperation sender han Roger ind for at imitere øens diktator. I episoden reformerer Roger landet fuldstændigt, blandt andet ved at omdøbe landet til Bananarama, og skifte nationalsangen ud med Bananaramas 1980er-hit Venus. |       |                                         |                                   |                                 |                    |                  |
| 3 | 81    | "Home Adrone"                           | Brent Woods                       | Erik Sommers                    | 11. oktober 2009   | 4AJN14           |
| 4 | 82    | "Brains, Brains and Automobiles"        | Pam Cooke & Jansen Yee            | Keith Heisler                   | 18. oktober 2009   | 4AJN18           |
| 5 | 83    | "Man in the Moonbounce"                 | Tim Parsons                       | Brian Boyle                     | 8. november 2009   | 4AJN19           |
| 6 | 84    | "Shallow Vows"                          | John Aoshima                      | Rick Wiener & Kenny Schwartz    | 15. november 2009  | AJN16            |
| 7 | 85    | "My Morning Straitjacket"               | Chris Bennett                     | Mike Barker                     | 22. november 2009  | 4AJN22           |
| 8 | 86    | "G-String Circus""                      | Bob Bowen                         | Erik Durbin                     | 29. november 2009  | 4AJN21           |
| 9 | 87    | "Rapture's Delight"                     | Joe Daniello                      | Chris McKenna & Matt McKenna    | 13. december 2009  | 4AJN17           |
| 10 | 88    | "Don't Look a Smith Horse in the Mouth" | Rodney Clouden                    | Matt Fusfeld & Alex Cuthbertson | 3. januar 2010     | 5AJN01           |
| 11 | 89    | "A Jones for a Smith"                   | John Aoshima & Jansen Yee         | Laura McCreary                  | 31. januar 2010    | 5AJN02           |
| 12 | 90    | "May the Best Stan Win"                 | Pam Cooke                         | Murray Miller & Judah Miller    | 14. februar 2010   | 5AJN04           |
| 13 | 91    | "The Return of the Bling"               | Joe Daniello                      | Nahnatchka Khan                 | 21. februar 2010   | 5AJN03           |
| 14 | 92    | "Cops and Roger"                        | Tim Parsons                       | Erik Durbin                     | 11. april 2010     | 5AJN06           |
| 15 | 93    | "Merlot Down Dirty Shame"               | Josue Cervantes                   | Brian Boyle                     | 18. april 2010     | 5AJN08           |
| 16 | 94    | "Bully for Steve"                       | Rodney Clouden                    | Matt Fusfeld & Alex Cuthbertson | 25. april 2010     | 5AJN11           |
| 17 | 95    | "An Incident at Owl Creek"              | John Aoshima & Jansen Yee         | Alan R. Cohen & Alan Freedland  | 9. maj 2010        | 5AJN10           |
| 18 | 96    | "Great Space Roaster"                   | Joe Daniello                      | Jonathan Fener                  | 16. maj 2010       | 5AJN12           |